# Gabriela Bitolo
Gabriela Bitolo (født 1. april 1999) er en kvindelig brasiliansk håndboldspiller som spiller for CB Elche i División de Honor Femenina og Brasiliens kvindehåndboldlandshold.
Hun repræsenterede Brasilien, under Sommer-OL 2020 i Tokyo, hvor holdet endte på en samlet 11. plads. Hun var desuden med i landstræner Jorge Dueñas' bruttotrup ved VM i kvindehåndbold 2019 i Japan.